# Hältorpssjön
Hältorpssjön är en sjö i Ale kommun i Västergötland och ingår i Göta älvs huvudavrinningsområde. Sjön är 5,2 meter djup, har en yta på 0,225 kvadratkilometer och befinner sig 37,7 meter över havet. Sjön avvattnas av vattendraget Hältorpsån.
Hältorpssjön är en fördämningsdamm uppförd i omgångar, för att säkra tillgången av vatten till kraftstationen som försåg Ahlafors spinneri med elkraft. Hälltorpssjön är sista anhalten för vattnetsväg, på det pärlband av sjöar som ingår i vattensystemet, mot kraftstationen. Övriga sjöar som ingår i vattensystemet är Vimmersjön, Stora Sandsjön, Mollsjön och Stora Björsjön. Dessa sjöar binds samman med både naturliga bäckar och delvis grävda kanaler.

## Delavrinningsområde
Hältorpssjön ingår i delavrinningsområde (642424-128096) som SMHI kallar för Ovan 642855-128092. Medelhöjden är 75 meter över havet och ytan är 19,17 kvadratkilometer. Räknas de 5 avrinningsområdena uppströms in blir den ackumulerade arean 32,2 kvadratkilometer. Hältorpsån som avvattnar avrinningsområdet har biflödesordning 2, vilket innebär att vattnet flödar genom totalt 2 vattendrag innan det når havet efter 34 kilometer. Avrinningsområdet består mestadels av skog (63 %), öppen mark (12 %) och jordbruk (17 %). Avrinningsområdet har 1,09 kvadratkilometer vattenytor vilket ger det en sjöprocent på 5,7 %.